# Харцагани (Хунедоара)
Харцагани (рум. Hărțăgani) насеље је у Румунији у округу Хунедоара у општини Бајица. Oпштина се налази на надморској висини од 305 m.

## Историја
Према државном шематизму православног клира Угарске 1846. године у месту "Херцегани" било је 235 фамилија. Православни свештеници су били поп Петар Поповић и Никола Матес.

## Становништво
Према подацима из 2002. године у насељу је живело 946 становника, од којих су сви румунске националности.